# Maliattha erecta
Maliattha erecta là một loài bướm đêm trong họ Noctuidae.